# Heriades cancavus
Heriades cancavus är en biart som beskrevs av Wu 1982. Heriades cancavus ingår i släktet väggbin, och familjen buksamlarbin. Inga underarter finns listade i Catalogue of Life.